# Грайфензе (коммуна)
Грайфензее (нем. Greifensee ZH) — коммуна в Швейцарии, в кантоне Цюрих.
Входит в состав округа Устер. Население составляет 4816 человек (на 31 декабря 2007 года). Официальный код — 0194.